# ボナヴェントゥラ
ボナヴェントゥラ（Bonaventura, 1221年? - 1274年7月15日）は、13世紀イタリアの神学者、枢機卿、フランシスコ会総長。本名ジョヴァンニ・デ・フィデンツァ。トマス・アクィナスと同時代の人物で、当代の二大神学者と並び称された。フランシスコ会学派を代表する人物の一人で、当時の流行だったアリストテレス思想の受容には批判的であった。カトリック教会の聖人。

## 生涯
ボナヴェントゥラはトスカーナのバニョレア（現在のバニョレージョ）で生まれ、長じて修道院に入ることをあらかじめ母親に定められていた。伝説ではアッシジのフランチェスコによる奇跡的な治癒を受け、彼にちなんでボナヴェントゥラという名前を名乗ることになったという。1243年にフランシスコ会の修道院に入り、パリでヘイルズのアレクサンデル、およびロケルスのヨハネに学び、その後を継ぐことになった。
若き神学者としてボナヴェントゥラは『命題集』注解で注目され、1255年にパリ大学で神学修士号を取得している。パリ大学の教授を経て、1257年に若くしてフランシスコ会総長に選出されたことからも彼の名声がどれほどのものであったかが窺える。総長としてロジャー・ベーコンのオックスフォード大学での講義を禁じ、パリにおいて軟禁状態に置いたのもボナヴェントゥラであった。彼はやがて教皇グレゴリウス10世の選出に貢献した功によって同教皇の手で枢機卿にあげられ、アルバーノの司教とされた。1274年には当代切っての大神学者としてトマス・アクィナスと共に第2リヨン公会議に招聘され、そこで活躍したが、同地で死去した。
ボナヴェントゥラは同時代の人々から「熾天使的博士」（Doctor Seraphicus）と称されたが、真にその名にふさわしい人物であったかどうかはわからない。さらにボナヴェントゥラの歴史における位置づけはダンテ・アリギエーリの『神曲』天国篇において決定的なものとなる。ボナヴェントゥラは1482年に教皇シクストゥス4世によって列聖され、1587年には教皇シクストゥス5世によって教会博士にあげられている。

## ボナヴェントゥラの著作
リヨン版として集成された彼の著作集は、最初の三巻に聖書の注解と説教集が、次の二巻に中世の神学者たちから最高の注解と賞賛されたペトルス・ロンバルドゥスの『命題集』への注解が含まれ、最後の二巻にそれ以外の業績がおさめられている。その中には『大伝記』と称されるアッシジのフランチェスコの伝記も含まれている。ボナヴェントゥラのもっとも優れた業績といわれるのは「それ以外」に分類される著作である。たとえばもっとも有名な『精神の神への道程』をはじめとして『ブレヴィロクイウム』、『諸学芸の神学への還元』、『ソリロクィウム』、『七つの永遠なる遍歴』（De septem itineribus aeternitatis）などがおさめられている。

## ボナヴェントゥラの思想

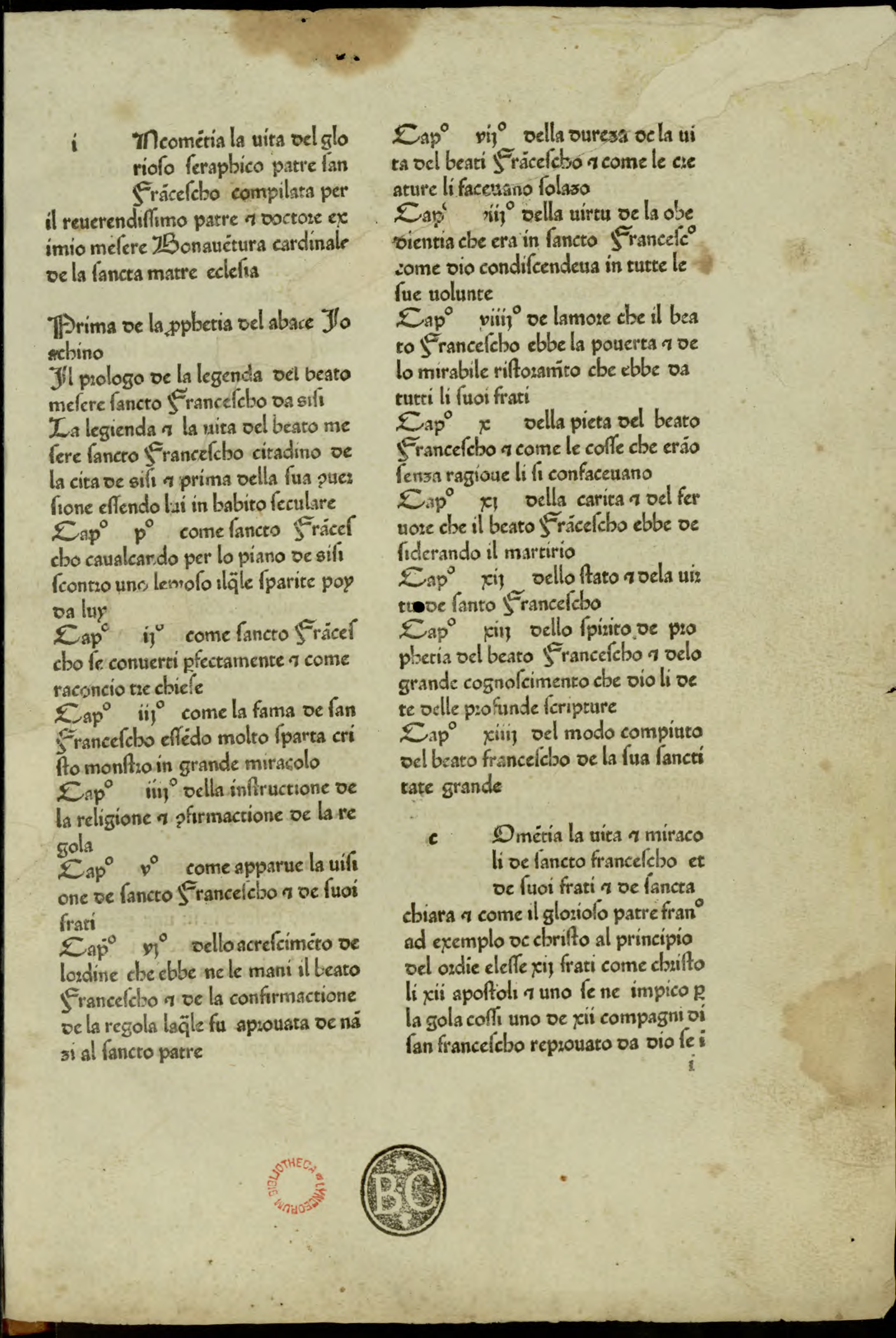
Legenda maior, 1477

ボナヴェントゥラの哲学者としての姿勢は同時代のもう一方の雄であるトマス・アクィナスやロジャー・ベーコンとは際立った対称性を示している。それはアクィナスらが、きわめて初歩的なものながら科学的思考をとりいれ、アリストテレスの思想にもとづくスコラ学を完成させたのに対し、ボナヴェントゥラのスタイルは神秘主義的でプラトン的思考スタイルを示すということにある。これは系統的にはサン・ヴィクトルのフーゴー、サン・ヴィクトルのリカルドゥス、クレルヴォーのベルナルドゥスといった人々に属している。彼の思想には純粋知性というものがないわけではないが、それほど重要なものでなく、それより生の力や愛情といったもののほうが重視されているのである。彼はアリストテレスへの傾倒に批判的であり、異端的なものが含まれていると考えていた。実際に世界の永遠性に関してアリストテレス思想の影響を受けていた枢機卿たちと激しい論戦を繰り広げている。だが、ここで気をつけないといけないのは、彼が影響を受けたプラトン思想は、原典にもとづいたプラトン思想ではなく、あくまでアウグスティヌス理解によるプラトンであったこと、あるいはアレクサンドリア学派に由来し、偽ディオニシウス・アレオパギタの理解によるプラトンであったということであった。
ボナヴェントゥラの理解したプラトン思想はイデアが自然物の中には存在しないが、実体はイデア（創造者たる神の御心）にそってつくられているというものであった。他のスコラ哲学の研究者たちと同様、ボナヴェントゥラはまず理性と信仰の関係という問題から検討を始めた。ボナヴェントゥラの思想は以下のようなものである。
科学というのも結局は神学に還元することができるものであり、理性はキリスト教思想からある程度の道徳的真実を見出すことができるが、基本的に神からの「照明」（照らし）がなければそこに到達できない。魂が真実にたどりつくために欠かせないこの照明を得るために、祈り、魂の鍛錬、黙想によってもたらされる神との一致が必要になる。人生の究極の目標はまさにこの神との合一にある、黙想や知的なもの、強い愛のうちにある神との合一、そこへたどりつくことは人生の中では困難であるが、未来への希望として残る。神のことを思う魂は三つの側面あるいは段階を持っている。それはまずこの世界にみられる神のしるし（Vestigia）についての経験知をもたらす感覚の段階、次に神に似せてつくられた魂そのものを吟味する理性の段階、最後に神をあおぎみる純粋知の段階である。
この三つの神との一致の段階から、三種の神学が生まれてくる。それは象徴神学、固有神学、神秘神学である。おのおのの段階はさらに細分化しうるものである。それは感覚や想像を超えた世界を考えることで可能であり、いうなれば神のしるしによって、あるいは神のしるしのうちに神への知識にたどりつきうる。第一のものには物質存在の三つの特性、重さ、量、長さが含まれ、被造物の第二のものには物質存在を超える存在、すなわち命を持ち、思考を持ち、三位一体の神への思いにわれわれを導くものである。そのため第二の段階においては理性を用いた想像、あるいは純粋知性による想像のうちにわれわれは神知識にたどりつきうる。第一の場合の三つの分類、たとえば記憶・理解と意志、あるいはキリスト教の三つの徳である信仰・希望・愛のようなものが三位一体の神へとわれわれの思いを導いていく。
最後の段階において、われわれは純粋知性を持って神そのものを観想し、非存在は存在の不足であり、存在なしに成立しないという思考の必然性によって第一概念である神そのものを見出すことができる。この完全存在の概念はすべてにまさって完全なもので存在のよりどころである。この最高段階に至って初めて魂は神の無限の善良さのうちに安らぎを見出す。この神の善良さは人間の最高の能力である「最高精神」（Apex mentis）あるいは「シンデレーシス」によって理解されるものである。
神の「照明」という概念は神秘神学ではよく用いられる考え方であるが、ボナヴェントゥラは特にこの言葉にキリスト教的な意味を付け加えた。精神および魂がかくも完全に神にたどりつくことは恩寵なしには達成しえない。そしてこの恵みは観想の中で、修得生活、観想生活の中でこそ得られる。観想生活は恩寵への最高の道である。
ボナヴェントゥラの著作はすべて観想のよい手引きになりうるが、決して単なる観想家ではなかった。彼はきわめて高度な教義理解を展開し、普遍について、個物について、個の理論について、純粋知についてなどスコラ哲学的なテーマをよく研究し、深く掘り下げている。ボナヴェントゥラは神学を実践的な学問であると考えたアルベルトゥス・マグヌスに共感を示し、彼の視点からみればそのことが愛につながるのである。ボナヴェントゥラはまた、自然と神性の寄与するところのものについて慎重に検討し、宇宙が創造主たる神のみこころにそったものであると結論している。そして事物は個性を神から受け、神の創造力によって形成される純粋な可能性であり、イデアによってふるまうものであるため純粋知と別個に存在するものではないとらえている。このようなスコラ学的な思考法において「熾天使的博士」は穏健さと巧妙さを併せ持っている。これこそが彼の最大の特徴であるといえるだろう。